# 磯ぶし源太
「磯ぶし源太」は、1961年3月5日に発売された橋幸夫の6枚目のシングルである（VS-478）。橋が主演する同名の映画が作られ、その主題歌となっている。

## 概要
- 1960年7月、橋は「潮来笠」でデビューし、その年、半年間で5枚のシングルをリリースし、全作品ともビクターヒット賞を獲得した。翌61年のシングルリリースは11枚で、その最初となるのが、本楽曲である[1]。
- 作詞は佐伯孝夫、作曲は吉田正で、デビュー以来変わっていない。
- 「潮来笠」同様、板東（関東）を対象としたもので、本作は水戸、日立周辺を対象としている。
- 本作のジャケットではじめて着物姿の橋の写真が使われた。これまで、股旅物でも洋服姿が続いていたことについて、橋は、「ジャケットを作っていたビクターの宣伝部に顔を出すと時はほとんど洋服.....着物姿のイメージはファンの方が強かった（が宣伝部ではそれほどでもなかった）のではないか」と回顧している[1]。
- 踊りの振り付けは、前作の「木曽ぶし三度笠」同様、楳茂都梅延である[2]。
- 本作で佐伯孝夫は第3回日本レコード大賞の作詞賞を受賞した。
- c/wは「緋桜ふぶき」で作詞、作曲、振付けとも、佐伯、吉田、楳茂都と同じである。
- 1961年に年間で15万枚を売り上げ、ビクターの年間ヒット賞を受賞した[3]。

## 収録曲
1. 磯ぶし源太
作詞：佐伯孝夫、作・編曲：吉田正
2. 緋桜ふぶき
作詞：佐伯孝夫、作・編曲：吉田正

## 収録アルバム
- 『元祖、股旅ここにあり！』（2001年11月21日） VICL-60817
- 『橋幸夫が選んだ橋幸夫ベスト40曲』（2000年10月4日）VICL-60641～2
- 『股旅演歌ベスト＜潮来笠から子連れ狼まで＞』（1986年5月21日）　VDR-1195
- 『颯爽!橋幸夫 股旅名曲集』1972/7（LP・SJX-10032）＜COLEZO！＞で復刻　2005/3（VICL-41192）
- 『橋幸夫／股旅～ベスト・オブ・ベスト』（1994年10月26日）VICT-15078

......他、

## 映画
- 本作を主題歌とする「磯ぶし源太」（大映京都）が橋幸夫主演で制作され、1961年7月19日に公開された[4]。モノクロで、上映時間は橋主演の歌謡映画では珍しい「64分」の中編作である。
- ものがたりは、常州磯浜宿の貸元の子源太（橋幸夫）が、悪人達とのいざこざから郷土をでてやくざの修業に励み、一年後の祭りの晩、姉に悪人達の魔手が迫る時、戻った源太が大活躍する痛快股旅物。
- 1998年にビデオソフト（VHS）化されたが廃盤、現在はDVD化はされてない。

### スタッフ
- 企画 - 高森富夫
- 脚本 - 浅井昭三郎
- 監督 - 安田公義
- 撮影 - 竹村康和
- 美術 - 太田誠一
- 音楽 - 吉田正
- 録音 - 奥村雅弘
- 照明 - 美関弘
- 編集 - 西田重雄
- スチル - 松浦康雄

### 出演者
- 磯ぶし源太 - 橋幸夫
- 宇之吉 - 鶴見丈二
- 弥助 - 三田村元
- 素走りのお滝 - 弓恵子
- お加代 - 近藤美恵子
- お光 - 小桜純子
- おゆき - 山中みゆき
- 道中師 - 佐々十郎
- 台場の辰二郎 - 須賀不二男
- お神楽の助八 - 寺島貢
- 漁師彦吉 - 市川謹也
- 萩寺の乾分三 - 原聖四郎
- 日下部久吉 - 伊達三郎
- 萩寺の友造 - 見明凡太朗